# Freak Show/Freak Show Soundtrack
Freak Show może odnosić się zarówno do albumu autorstwa awangardowej grupy The Residents wydanego w 1990 roku, do CD-ROMu wydanego przez zespół cztery lata później, widowiska scenicznego na podstawie materiału z płyt wystawionego w praskim teatrze Archa w 1995 roku lub do komiksu poruszającego wątki z tych dzieł.

Po sukcesie multimedialnego CD-ROMu album został dwukrotnie wydany ponownie: w 1995 roku ze zmienioną oprawą graficzną oraz tytułem płyty (który na tym wydaniu brzmiał The Freak Show Soundtrack) oraz w 2002 roku jako limitowana dwupłytowa edycja na 30 rocznicę założenia grupy. 

## Lista utworów (1990 oraz 1995)
1. Everyone Comes to the Freak Show
2. Harry the Head
3. Herman the Human Mole
4. Wanda the Worm Woman
5. Jack the Boneless Boy
6. Benny the Bouncing Bump
7. Mickey the Mumbling Midget
8. Lillie
9. Nobody Laughs When They Leave

## Lista utworów (2002)
CD1
1. Everyone Comes to the Freak Show
2. Harry's Introduction
3. Harry the Head
4. Herman Watches TV (Mexican Porn)
5. Herman the Human Mole
6. Wanda Does Her Act
7. Wanda, the Worm Woman
8. Jack Amuses the Crowd
9. Jack, the Boneless Boy
10. Benny Bounces
11. Benny, the Bouncing Bump
12. Mickey, the Mumbling Midget
13. Lillie
14. Nobody Laughs When They Leave

CD2 (Freak Show Live (Praga 1995))
1. Everyone Comes to the Freak Show
2. Wanda
3. Mickey
4. Bridge
5. Herman
6. Harry
7. Jack
8. Benny
9. Wanda's Letters (Part 17)
10. Nobody Laughs When They Leave
11. Freak Show Remix (2001)
12. Benny Live-Icky Flix Tour (2001)